# New Mahe
New Mahe es una ciudad censal situada en el distrito de Kannur en el estado de Kerala (India). Su población es de 10986 habitantes (2011). Se encuentra a 21 km de Kannur y a 71 km de Kozhikode.

## Demografía
Según el censo de 2011 la población de New Mahe era de 10986 habitantes, de los cuales 4861 eran hombres y 6125 eran mujeres. New Mahe tiene una tasa media de alfabetización del 97,32%, superior a la media estatal del 94%: la alfabetización masculina es del 97,66%, y la alfabetización femenina del 97,06%.